# Esperanza (Masbate)
Pour les articles homonymes, voir Esperanza.
Esperanza est une localité de la province de Masbate, aux Philippines. En 2015, elle compte 18 568 habitants.